# Styrsö socken
Styrsö socken i Västergötland ingår i Askims härad, ingår sedan 1974 i Göteborgs kommun och motsvarar från 2016 Styrsö distrikt.
Socknens areal är 23,94 kvadratkilometer varav 23,52 land. År 2000 fanns här 4 449 invånare.  I socknen ligger öarna tillika tätorterna Asperö, Brännö, Donsö, Vrångö och Styrsö med sockenkyrkan Styrsö kyrka, samt småorten Köpstadsö. Till Styrsö hör också Vinga fyrplats.

## Administrativ historik
Styrsö socken bildades 1603 genom en utbrytning ur (Västra) Frölunda socken. 
Vid kommunreformen 1862 övergick socknens ansvar för de kyrkliga frågorna till Styrsö församling och för de borgerliga frågorna bildades Styrsö landskommun. Landskommunen uppgick 1974 i Göteborgs kommun. Området utgjorde till 2010 stadsdelsnämndsområdet Södra skärgården och tillhör från och med 2011 stadsdelsnämndsområde Västra Göteborg. 
1 januari 2016 inrättades distriktet Styrsö, med samma omfattning som församlingen hade 1999/2000.
Socknen har tillhört län, fögderier, tingslag och domsagor enligt vad som beskrivs i artikeln Askims härad. De indelta båtsmännen tillhörde 2:a Bohusläns båtsmanskompani.

## Geografi och natur
Styrsö socken ligger sydväst om Göteborg och omfattar ett antal öar i Kattegatt. Socknen har en skärgårdsnatur och saknar skog.
Socknen omfattar ett trettiotal öar, varav sex är permanent bebodda: Asperö, Brännö, Donsö, Köpstadsö, Styrsö och Vrångö. Öarna är omtyckta som sommarviste för stadsbefolkningen, och under sommaren trefaldigas befolkningen. Öar med enbart fritidsbostäder är Kårholmen, Källö, Sjumansholmen och Vargö.
Centralort för offentlig och kommersiell service är Styrsö tätort. Öarna förbinds sinsemellan och med fastlandet av färjor, men mellan Styrsö och Donsö finns en bro. Privat biltrafik förekommer inte, däremot är moped ett vanligt transportmedel på öarna, numera mer och mer avlöst av eldrivna golfbilar.
Ända in på 1970-talet arbetade, trots närheten till storstaden, de flesta invånarna på hemorten, detta som en följd av de speciella kommunikationsförhållandena. Numera är bara en tredjedel sysselsatta inom Styrsö, medan de flesta pendlar in till staden.
Det finns fyra naturreservat i socknen. Vrångöskärgården ingår i EU-nätverket Natura 2000 medan Vargö, Vinga och Galterö är kommunala naturreservat.

## Fornlämningar

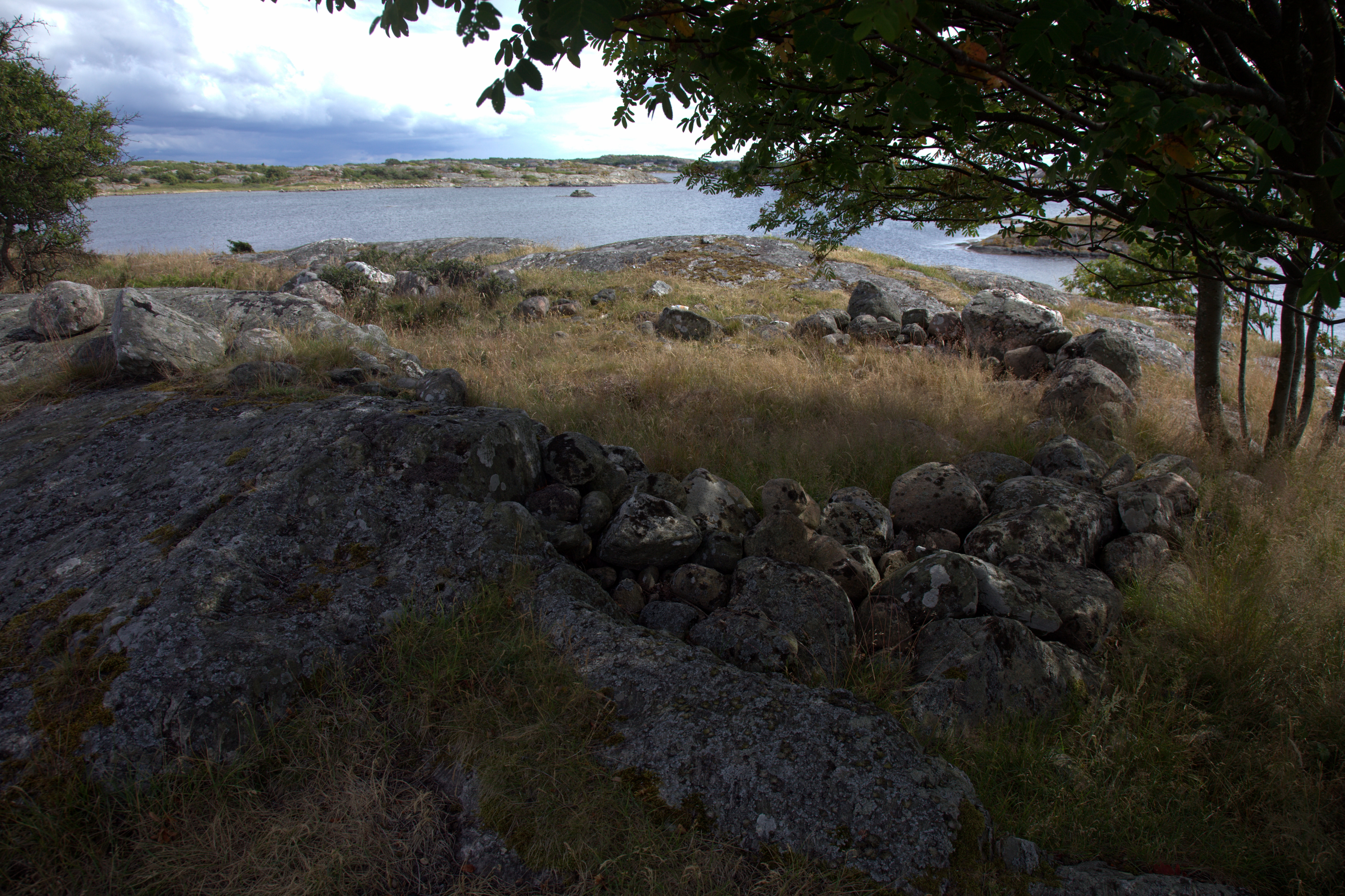
En av åtskilliga tomtningar som finns på Styrsö.

Cirka 15 boplatser från stenåldern har påträffats. Från bronsåldern finns gravrösen. Det finns också åtskilliga tomtningar.

## Befolkningsutveckling
Befolkningen ökade tämligen regelbundet från 1 116 1810 till 3 987 1990.

## Namnet
Namnet skrevs 1300 Styrisö och kommer från ön. Förleden innehåller styrir, 'skeppsbefälhavare'.